# Pterogramma jubar
Pterogramma jubar är en tvåvingeart som beskrevs av Smith och Marshall 2004. Pterogramma jubar ingår i släktet Pterogramma och familjen hoppflugor.
Artens utbredningsområde är Peru. Inga underarter finns listade i Catalogue of Life.